# Alleluia (Football Stars)
Alleluia è una canzone pop-natalizia in lingua inglese, uscita in Italia a scopo benefico (a favore della Caritas) in occasione del Natale 1986 e cantata da un gruppo di calciatori (accompagnati da un coro di ragazzini che interpretano il ritornello) che militavano in quegli anni nel campionato italiano (più Ruud Gullit, che vi avrebbe militato l'anno seguente), riunitisi per l'occasione sotto il nome di Football Stars.
Parteciparono all'iniziativa i seguenti calciatori: Alessandro Altobelli, Giancarlo Antognoni, Klaus Berggreen, Daniel Bertoni, Zbigniew Boniek, Liam Brady, Antonio Cabrini, Bruno Conti, Dan Corneliusson, Dirceu, Edinho, Preben Elkjær, Giovanni Galli, Francesco Graziani, Ruud Gullit (del quale si riconosce chiaramente la voce nella seconda strofa), Júnior, Wim Kieft, Marino Magrin, Daniele Massaro, Michel Platini (uno dei principali promotori dell'iniziativa), Paolo Rossi, Karl Heinz Rummenigge, Glenn Strömberg, Aleksandar Trifunović. Il brano era accompagnato dal coro delle Piccole Voci di Angelo Di Mario.
La canzone venne presentata, tra l'altro, in una puntata della trasmissione televisiva Fantastico, condotta da Pippo Baudo. 
Il singolo raggiunse il 2º posto della classifica in Italia tra il 1986 e il 1987, risultando anche in assoluto il 27º singolo più venduto nel 1987. La canzone rappresentò quindi – limitatamente a quella stagione natalizia – una sorta di "tormentone", tanto che alcuni di questi calciatori (tra cui Ruud Gullit) ci riprovarono, ritrovandosi anche nel 1988 con il nome di The Champions per una nuova iniziativa discografica a scopo benefico: l'incisione del brano No More.
Il brano fu incluso anche in una compilation uscita in occasione dei mondiali di calcio del 1990 ed intitolata Ciao Compilation - L'Estate Italiana.

## Descrizione
Le parole della canzone sono rivolte idealmente ad un bambino povero o, comunque, in difficoltà, al quale si offre il proprio aiuto e la propria amicizia, invitandolo a confidarsi e a trasformare il proprio pianto in un sorriso. Il riferimento al Natale si trova nel ritornello, sia nella parte iniziale del brano, dove i ragazzi del coro ripetono l'espressione living the Christmas time, sia nella parte finale del brano, dove, accanto alla formula Alleluja, vengono ripetute le formule di augurio natalizio in inglese (Merry Christmas), spagnolo (Feliz Navidad), francese (Bon Noël).
La traduzione corretta del coro "alleluia zighibaluia" è "Alleluia, dai un bacetto a Gesù".

## Tracce
1. Alleluia (testo: Swother, Pasquale Mammaro – musica: Stefano Urso) 4:10
2. Alleluia (strumentale) 5:02